# Cristallo di rocca (novella)
Cristallo di rocca (Bergkristall) è un racconto di Adalbert Stifter.
Questo lavoro, concepito come racconto per bambini, venne scritto nel 1845, fu pubblicato lo stesso anno in un quotidiano viennese e quindi, nel 1853, confluì, rivisto e con altri cinque racconti, nella raccolta Pietre colorate (Bunte Steine).

## Trama
Il villaggio di Gschaid si trova in una valle isolata. A sud il monte Gars lo separa da un'altra valle dove si trova il villaggio di Millsdorf. I due villaggi sono uniti da un sentiero che passa su un colle presso il Monte Gars.
Il calzolaio di Gschaid, dopo una gioventù scapestrata, ha sposato la figlia del tintore di Millsdorf. Sono nati due figli, Corrado il maggiore e Susanna, detta Sanna, la minore. I due bambini spessissimo vanno a Millsdorf a trovare la nonna percorrendo il sentiero. I contatti tra i due paesi sono comunque molto rari, tanto che anche dopo anni trascorsi a Gschaid la figlia del tintore viene vista come una straniera.
In occasione di un Natale, il giorno della vigilia Corrado e Sanna vanno a trovare la nonna. Il tempo è bello. In cima al colle che separa i villaggi, i bambini notano che il palo rosso, che porta una croce e un dipinto, che segnala la sommità del colle stesso, è stato abbattuto, probabilmente dal vento.
Dopo la visita alla nonna si mettono in cammino per tornare a Gschaid, ma comincia a nevicare e c'è una fittissima nebbia. La neve ricopre subito le orme dei bambini, che sono gli unici a percorrere il sentiero quel giorno. Il palo rosso non può più servire da riferimento, così Sanna e Corrado si perdono, e invece di dirigersi verso Gschaid salgono fino ai ghiacciai del monte Gars. Corrado cerca di ritrovare l'orientamento e rincuora la sorellina, ma sono costretti a trascorrere la notte in una specie di caverna formata da rocce appoggiate l'una all'altra.
Mangiano il poco pane che hanno con sé e per non addormentarsi, rischiando di morire per il freddo, bevono l'estratto di caffè che la nonna ha dato loro da portare alla mamma a Gschaid.
Il mattino seguente la nevicata finisce, ma sul ghiacciaio orientarsi è difficile. Dopo qualche tempo i due bambini vedono una bandiera rossa, che dapprima sembra loro un fuoco, e odono il suono di un corno. Sono gli abitanti di Gschaid e di Millsdorf, tra cui c'è anche il nonno tintore, che si sono messi alla loro ricerca. Corrado e Sanna gridano per farsi notare, possono finalmente riunirsi agli altri e in una capanna sul monte trovano ad attenderli la madre.
Infine tutti tornano a Gschaid, Sanna e Corrado ricevono i doni di Natale e da quel giorno la figlia del tintore diventa meno estranea.

## Edizioni italiane
- Adalbet Stifter, Cristallo di Rocca, Piccola Biblioteca (166), Milano, Adelphi, 1984,  p. 89, ISBN 88-459-0571-3.
- Adalbert Stifter, Cristallo di Rocca, Corona, Milano, Bompiani, 1942, p. 166